# Resolución 1701 del Consejo de Seguridad de las Naciones Unidas
La resolución 1701 del Consejo de Seguridad de Naciones Unidas es una resolución prevista para resolver el conflicto 2006 de Israel-Líbano aprobada unánimemente el 11 de agosto de 2006. El gabinete libanés, que incluye dos miembros de Hezbolá, aprobó la resolución unánimemente el 12 de agosto de 2006. En el mismo día, el líder de Hezbolá Hassan Nasrallah, dijo que su milicia cumpliría con la demanda para un alto al fuego. También mencionó que cuando acabara la ofensa israelí, Hezbolá acabaría con los ataques contra Israel. El 13 de agosto, el gabinete israelí votó 24-0 en favor de la resolución, con una abstención. El alto al fuego comenzó el lunes, 14 de agosto de 2006 a las ocho por la mañana de la hora local, después de un aumento de número de ataques por los dos bandos.
La resolución exige un cese total de las hostilidades entre Israel y Hezbolá, la retirada de las fuerzas israelíes del Líbano para ser reemplazadas por fuerzas libanesas y de la UNIFIL desplegándose en el sur del Líbano, y el desarme de grupos armados incluyendo Hezbolá. Enfatiza la necesidad del Líbano de ejercer un control gubernamental completo y pide esfuerzos para abordar la liberación incondicional de los soldados israelíes secuestrados.

## Puntos de la resolución
En la resolución se pide:

Cese completo de las hostilidades (OP1)
 La retirada de todas las fuerzas de Israel del Líbano, en paralelo con una entrada de
fuerzas libanesas y el despliegue de la FINUL en todo el Sur (OP2)
 Una solución a largo plazo basada en (OP8)
 El desarme de todos los grupos armados en Líbano (que implica Hezbollah)
 Que no haya otras fuerzas armadas ajenas a las de la FINUL y Líbano (lo que implica Hezbolá y las fuerzas israelíes) al sur del río Litani
 Que no haya fuerzas extranjeras en el Líbano sin el consentimiento de su gobierno
 Disposición de las Naciones Unidas de los mapas de minas terrestres en el Líbano en posesión de Israel

La Resolución al mismo tiempo también hace hincapié en:

La importancia del control total del Líbano por parte del gobierno del Líbano (OP3)
La necesidad de abordar con urgencia la liberación incondicional de los soldados israelíes secuestrados, que dieron lugar a la crisis.

La resolución también reitera el firme apoyo del Consejo de Seguridad para

El pleno respeto de la Línea Azul (PO 4)
 La independencia de la integridad territorial, la soberanía y política del Líbano dentro de sus fronteras internacionalmente reconocidas (OP 5)

## Antecedentes
El consejo de seguridad calificó la situación en Líbano, desde el comienzo de las hostilidades el 12 de julio, de catástrofe humanitaria. Ya el 31 de julio, se tuvo que suspender una reunión del Consejo de Seguridad donde se iba a debatir la creación de una fuerza internacional en la zona.
El Secretario General y los cinco miembros permanentes del Consejo de Seguridad de la ONU sostuvieron una fuerte discusión de todos los aspectos de la crisis en Medio Oriente, la reunión se realizó sin asesores ni agenda previa. Los cinco miembros permanentes del Consejo y Annan discutieron “el cese de hostilidades, un cese del fuego, la composición y emplazamiento de una fuerza de estabilización para Líbano y la situación humanitaria”. 
La reacción débil (según las propias palabras de Annan) del Consejo de Seguridad, se vio reflejada al día siguiente, con un nuevo aplazamiento de la reunión. Annan reveló que “una vasta mayoría de los miembros del Consejo hubiesen preferido un lenguaje más fuerte” ante los acontecimientos. Entretanto UNIFIL, la fuerza de paz de la ONU en el sur de Líbano, informaba nuevamente sobre intensos combates en su área de operaciones en la línea demarcatoria Líbano-israelí, con bombardeos aéreos desde Israel y ataques con misiles de la milicia libanesa Hizbollah.
Estados Unidos y Francia presentaron, el sábado 5 de agosto, un proyecto de resolución en el que se exigía el fin de todos los ataques de Hezbolá, y se demandaba a Israel el cese de las operaciones ofensivas, pero no se contemplaba la retirada de las tropas del suelo libanés.
El 7 de agosto, Hezbolá anuncia que obedecería una resolución de la ONU si esta incorporase tres enmiendas propuestas por la Liga Árabe, reunida en Beirut el 8 de agosto (los representantes de la Liga Árabe expusieron al Consejo que estimaban imposible aplicar sobre el terreno el proyecto propuesto inicialmente por Estados Unidos y Francia). Las enmiendas contemplaban una demanda de retirada total de las tropas israelíes de suelo libanés, la inclusión de las Granjas de Shabbah como parte de los temas de negociación, y un intercambio de prisioneros entre Hezbolá e Israel. Finalmente, la Liga Árabe propuso la retirada inmediata de las tropas israelíes y el emplazamiento en su lugar de soldados libaneses, con apoyo de las fuerzas de paz de la ONU. El embajador de Israel, Dan Gillerman, en su réplica, insistió en que Israel se mantendrá en territorio libanés hasta tanto una fuerza internacional distinta de la actual, más “robusta, profesional y bien armada”, se desplegara en el terreno.
El día 11 de agosto, Rusia presenta una propuesta para cesar las hostilidades durante 72 horas, que permita el acceso de ayuda humanitaria a los centenares de miles de desplazados en el Líbano. Aparte de la propuesta rusa, el Consejo debate fórmulas para un arreglo de largo alcance, que responda a las demandas mínimas tanto del Líbano como de Israel. Finalmente, tras horas de deliberaciones se llega al consenso.

## Reacciones iniciales
La resolución adoptada por el Consejo de Seguridad de las Naciones Unidas, el 11 de agosto de 2006, no ha satisfecho ni a Israel, ni a Washington D. C., ni a Hezbolá. Esto no significa que sea "justa y equilibrada", sino sólo que es la expresión temporal de un impasse militar. Hezbolá no ha logrado infligir una derrota militar mayor a Israel, posibilidad excluida de todas formas por la desproporción de las fuerzas en presencia, igual que había sido imposible a la resistencia vietnamita infligir una derrota militar decisiva a los Estados Unidos. Pero Israel tampoco ha logrado infligir a Hezbolá una derrota militar importante o, en realidad, ni siquiera una derrota militar.
Como consecuencia, miles de manifestantes salieron a la calle en todo el mundo en contra de la resolución. La opinión pública israelí se mostró muy crítica con la resolución, sobre todo ante el hecho de que la puesta en libertad de los soldados israelíes fuera una recomendación y no una de las cláusulas.
En cuanto a la sociedad occidental, esta reaccionó sorprendida ante la posibilidad de "interpretar" algunos de los puntos de la resolución por parte de Israel. El Parlamento Europeo reacciona críticamente ante la resolución, pero alabó el gesto por la paz en una resolución del propio Parlamento. La Unión Europea se vuelca en ayudar humanitaria y militarmente a Líbano e Israel.
Israel terminó por admitir, por primera vez en su historia, el uso indiscriminado de armas prohibidas. Los líderes de todo el mundo alabaron el acuerdo, mientras apuntaban que con ellos no terminó la crisis.
El 12 de agosto, el gabinete libanés votó por unanimidad que aceptaran los mandatos establecidos. Nasrallah, en un discurso televisado en el Al-Manar de Hezbolá, dijo: "No seremos un obstáculo a cualquier decisión llegada por el gobierno libanés."
El gobierno israelí aceptó los mandatos el 13 de agosto, pero no acabó con acciones ofensivas hasta la fecha tope a las 8:00 a. m. (hora local) 14 de agosto.[cita requerida]
El gobierno francés criticó las reglas en que podrían luchar las fuerzas de ONU. "Me acuerdo de las experiencias descontentas de otras operaciones en que las fuerzas de ONU ni tenían una misión bastante clara ni la habilidad para reactuar," dijo Michèle Alliot-Marie, ministra francesa de defensa. "No se puede mandar afuera a los hombres y decirles que se deben vigilar lo que está sucediendo pero que no tienen el derecho ni para defenderse ni para disparar."

## Violación de la resolución
El Jefe de FINUL, Alberto Asarta Cuevas afirmó que aviones israelíes realizan incursiones continuamente en el esapcio aéreo libanés y violan la resolución 1701.
Hasta febrero de 2009, muchos puntos clave en la resolución seguían siendo insuficientemente tenidos en cuenta. En un informe especial, el Secretario General de las Naciones Unidas Ban Ki-Moon, mencionaba que "Hezbollah sigue negándose a facilitar ninguna información sobre la liberación o la suerte de los soldados secuestrados, y las condiciones de los lugares y las demandas de la liberación que están muy lejos del alcance de la resolución 1701 ", escribió Ban en el informe. El informe también señalaba que Hezbolá había repuesto sus existencias de cohetes y misiles en el sur de Líbano, y en ese momento estaba en posesión de 10.000 cohetes de largo alcance y 20.000 proyectiles de corto alcance.
En 2009, Israel presentó una queja ante la ONU denunciando que el Líbano no estaba cumpliendo con la resolución después de que un cohete Katyusha fuese lanzado desde el Líbano y aterrizase junto a una casa en el norte de Israel e hiriese a tres personas. La denuncia afirmaba el derecho de Israel a defenderse y defender a sus ciudadanos. Más tarde en ese mismo año, cuando las armas que Hezbolá escondía en una casa llena de civiles en un pueblo libanés cerca de la frontera de Israel explotase, tanto Israel como UNIFIL se quejó de que la Resolución 1701 estaba siendo violada tanto por el Líbano, como por Hezbolá. El IDF estima que el número de viviendas de civiles en el sur de Líbano que se utilizan para almacenar armas son cientos.
Israel también criticó al ejército libanés, que se encargaba de aplicar la resolución, por cooperar con Hezbolá para asegurarse de que la evidencia de la violación de la resolución había sido limpiada antes de permitir a los miembros de la misión de paz de la ONU hacer su trabajo. Dos días más tarde, quince civiles libaneses de Kfar Shuba "un grupo de 15 civiles libaneses que portaban banderas libanesas y de Hezbolá cruzaron a la Granjas de Shebaa ocupadas por Israel. " El ejército israelí no tomó ninguna medida por la provocación, pero insistió en que se trataba de una violación de la Resolución 1701. Las Naciones Unidas confirmaron que Hezbolá había violado la resolución y que el grupo se está rearmando.